# Карин Лушниць
Карин Лушниць (словен. Karin Lušnic; нар. 15 травня 1971) — колишня словенська тенісистка.
Найвищу одиночну позицію світового рейтингу — 228 місце досягла 23 травня 1994, парну — 222 місце — 21 червня 1993 року.
Здобула 1 одиночний та 4 парні титули туру ITF.
Завершила кар'єру 1996 року.

## Фінали ITF (5–7)

### Одиночний розряд (1–2)
| Легенда          |
| ---------------- |
| Турніри $100,000 |
| Турніри $75,000  |
| Турніри $50,000  |
| Турніри $25,000  |
| Турніри $10,000  |

| Фінали за покриттям |
| ------------------- |
| Тверде (0–1)        |
| Ґрунт (1–1)         |
| Трава (0–0)         |
| Килим (0–0)         |

| Результат | Ранг | Дата            | Турнір               | Покриття | Суперниця           | Рахунок       |
| --------- | ---- | --------------- | -------------------- | -------- | ------------------- | ------------- |
| Поразка   | 1.   | 15 липня 1991   | Суб'яко, Італія      | Ґрунт    | Барбара Наварро     | 3–6, 6–3, 2–6 |
| Поразка   | 2.   | 8 червня 1992   | Олівейра, Португалія | Тверде   | Окаґава Еміко       | 2–6, 0–6      |
| Перемога  | 1.   | 21 вересня 1992 | Adriatic, Хорватія   | Ґрунт    | Christina Habernigg | 6–0, 6–2      |

### Парний розряд (4–5)
| Легенда          |
| ---------------- |
| Турніри $100,000 |
| Турніри $75,000  |
| Турніри $50,000  |
| Турніри $25,000  |
| Турніри $10,000  |

| Фінали за покриттям |
| ------------------- |
| Тверде (0–1)        |
| Ґрунт (4–4)         |
| Трава (0–0)         |
| Килим (0–0)         |

| Результат | Ранг | Дата            | Турнір                 | Покриття | Партнерка            | Суперниці                            | Рахунок       |
| --------- | ---- | --------------- | ---------------------- | -------- | -------------------- | ------------------------------------ | ------------- |
| Поразка   | 1.   | 29 жовтня 1990  | Путіньяно, Італія      | Тверде   | Дарія Дешкович       | Наталі Бодон Сільвія Фаріна-Елія     | 1–6, 1–6      |
| Перемога  | 1.   | 25 лютого 1991  | Лісабон, Португалія    | Ґрунт    | Дарія Дешкович       | Крістель Фоше Моніка Кратохвілова    | 6–4, 6–0      |
| Поразка   | 2.   | 24 червня 1991  | Дубровник, Югославія   | Ґрунт    | Катаріна Студенікова | Домініка Горецька Катержина Шишкова  | 4–6, 4–6      |
| Поразка   | 3.   | 15 червня 1992  | Марибор, Словенія      | Ґрунт    | Тіна Кріжан          | Рената Кохта Павліна Райзлова        | 6–2, 4–6, 4–6 |
| Перемога  | 2.   | 20 липня 1992   | Суб'яко, Італія        | Ґрунт    | Мартіна Гаутова      | Наталі Балле Джоана Манта            | 6–1, 2–6, 6–2 |
| Поразка   | 4.   | 31 серпня 1992  | Масса, Італія          | Ґрунт    | Мартіна Гаутова      | Yasmin Angeli Stefania Pifferi       | 7–6, 5–7, 5–7 |
| Поразка   | 5.   | 28 вересня 1992 | Малий Лошинь, Хорватія | Ґрунт    | Дарія Дешкович       | Мая Мурич Петра Рихтарич             | 3–6, 6–4, 4–6 |
| Перемога  | 3.   | 5 квітня 1993   | Афіни, Греція          | Ґрунт    | Дарія Дешкович       | Сандра ван дер А Аннемарі Міккерс    | 6–3, 7–6(7–5) |
| Перемога  | 4.   | 7 червня 1993   | Казерта, Італія        | Ґрунт    | Мая Мурич            | Паула Кабесас Адріана Серра-Дзанетті | 2–6, 6–2, 6–3 |